# Расщепление позвоночника
Расщепление позвоночника, незаращение дужки позвонка (лат. Spina bifida, англ. split spine) — порок развития позвоночника, разновидность  дефектов нервной трубки, часто сочетающийся с дефектами развития спинного мозга. Порок представляет собой неполное закрытие нервной трубки в не полностью сформированном спинном мозге.

## Общая информация

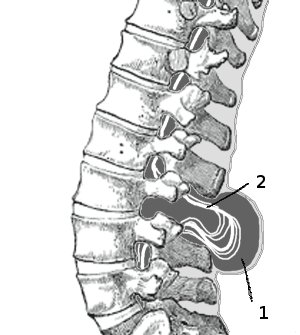

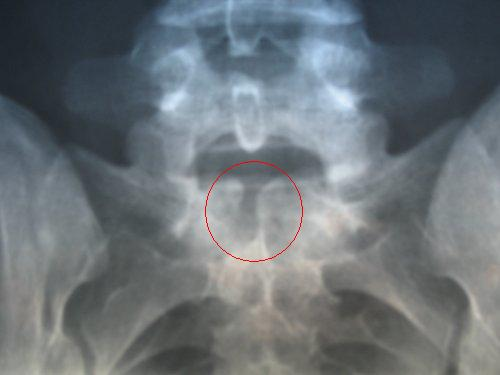

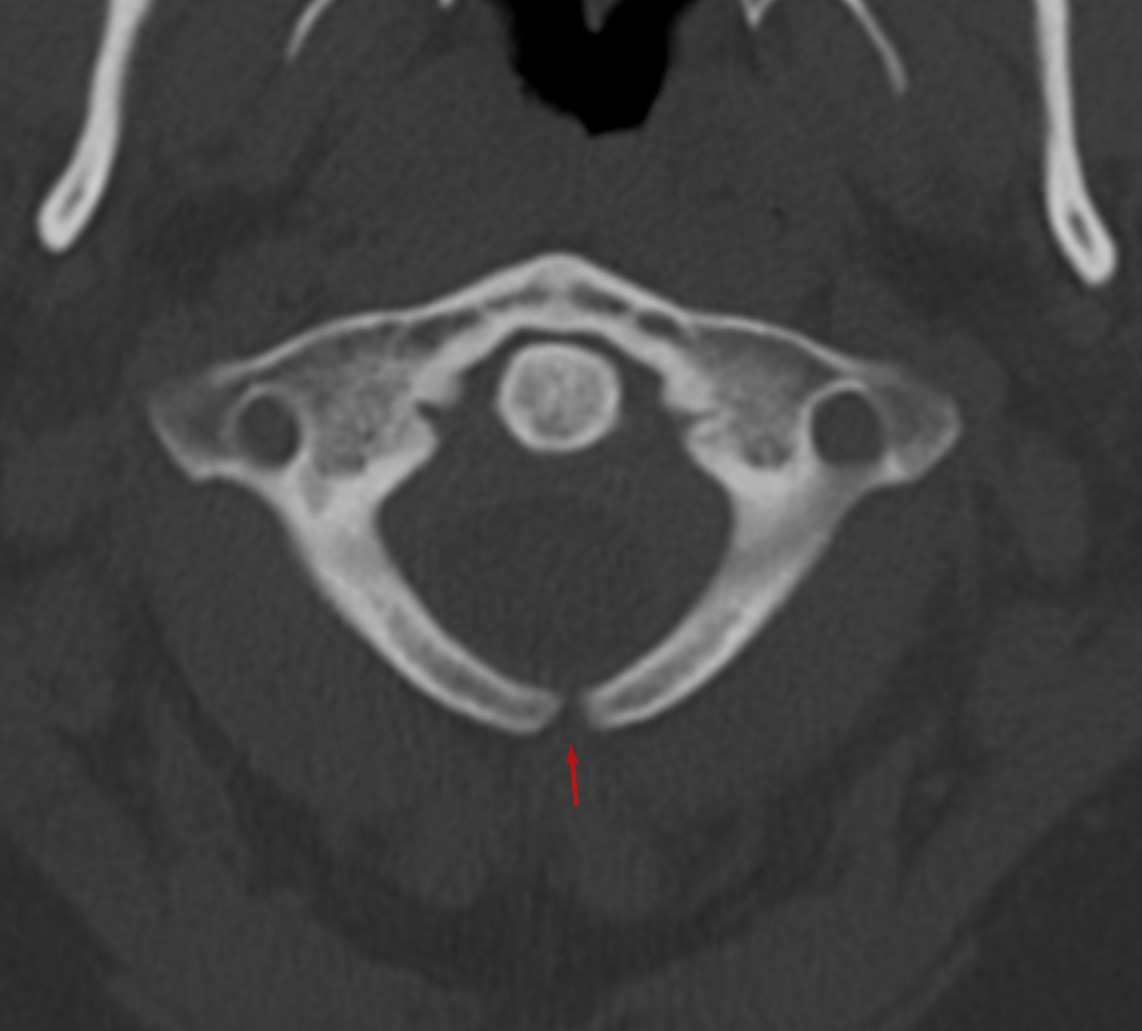

Этот порок возникает на 3-й неделе беременности. Он представляет собой неполное закрытие нервной трубки в не полностью сформированном спинном мозге. Кроме того, позвонки над открытой частью спинного мозга сформированы не полностью.
При несмыкании пятого участка нервной трубки обнаруживается поддающийся коррекции врождённый порок — расщепление позвоночника, или spina bifida.
Из-за неполного закрытия нервной трубки (в недосформированном спинном мозге) у рождённого ребёнка позвоночные дужки над открытой частью спинного мозга (часто в поясничном отделе) отсутствуют либо деформированы, мозг торчит в виде грыжи.
Частота spina bifida колеблется от 1 до 2 на 1000 новорожденных. Частота повторных родов с этим пороком от 6 % до 8 %, что говорит о генетическом факторе развития заболевания. Более высока частота данной патологии у детей, родившихся от более пожилых матерей. Однако, несмотря на эти данные, 95 % новорожденных со spina bifida рождаются у родителей, у которых не было spina bifida. Такие факторы, как краснуха, грипп, тератогенные вещества, являются предрасполагающими.
В зависимости от тяжести расщепление позвоночника делят на несколько подтипов.

#### Spina bifida occulta
Часто эта форма называется «скрытое расщепление позвоночника», так как при этом спинной мозг и нервные корешки в норме, а также отсутствует дефект в области спины. Данная форма характеризуется лишь небольшим дефектом или щелью в позвонках, которые формируют позвоночный столб. Зачастую эта форма патологии настолько умеренно выражена, что не вызывает каких-либо беспокойств. При этом такие больные даже не знают о наличии у себя этого порока развития и узнают об этом лишь после рентгенографии. Чаще всего эта форма патологии возникает в пояснично-крестцовом отделе позвоночника. У 1 из 1000 больных могут отмечаться проблемы с функцией мочевого пузыря или кишечника, боли в спине, слабость мышц ног и сколиоз.

#### Spina bifida cystica (Менингоцеле)
Возникает, когда кости позвоночника не закрывают спинной мозг полностью. При этом мозговые оболочки через имеющийся дефект выпячиваются в виде мешочка, содержащего жидкость. Этот мешочек состоит из трёх слоев: твёрдой мозговой оболочки, паутинной оболочки и мягкой мозговой оболочки. В большинстве случаев спинной мозг и нервные корешки нормальны либо с умеренным дефектом. Очень часто «мешочек» мозговых оболочек покрыт кожей. В этом состоянии может потребоваться хирургическое вмешательство.

#### Spina bifida aperta (Миеломенингоцеле)
Эта наиболее тяжёлая форма составляет около 75 % всех форм расщепления позвоночника. Через дефект позвоночника выходит часть спинного мозга (так называемая мозговая грыжа). В некоторых случаях «мешочек» со спинным мозгом может быть покрыт кожей, в других случаях наружу могут выходить сама ткань мозга и нервные корешки. Степень неврологических нарушений напрямую связана с локализацией и тяжестью дефекта спинного мозга. При вовлечении в процесс конечного отдела спинного мозга могут отмечаться нарушения только мочевого пузыря и кишечника. Более тяжелые дефекты могут проявляться в виде параличей ног вместе с нарушением функции мочевого пузыря и кишечника.

## Статистика
Частота встречаемости от 1 до 2 на 1000 новорождённых в мире.

## Причины
Считается, что расщепление позвоночника вызвано сочетанием генетических и внешних факторов. Если у родителей уже есть ребёнок с данной патологией или если она есть у одного из родителей, то вероятность рождения следующего ребёнка с расщеплением позвоночника повышается до 4 %. Дефицит фолиевой кислоты во время беременности также играет значительную роль. Другие факторы риска: противосудорожные препараты на основе вальпроевой кислоты (Депакин), цитостатические препараты (антагонисты пуринов и антагонисты пиримидинов); ожирение и плохо управляемый диабет. Частое употребление алкоголя вызывает макроцитоз, который разрушает фолиевую кислоту. После прекращения употребления алкоголя требуется месячный период времени для восстановления костного мозга от макроцитоза.
У европейцев или латиноамериканцев риск более высокий. Девочки более склонны к рождению с расщеплением позвоночника.
Определённые мутации в гене VANGL1 являются факторами риска развития расщепления позвоночника: эти мутации были связаны со spina bifida в некоторых семьях с историей расщепления позвоночника.

## Лечение
Стандартным и общепринятым методом является лечение после родов. Эта операция направлена на предотвращение дальнейшего повреждения нервной ткани и профилактику инфекций. Нейрохирурги стремятся закрыть дефект позвоночника: спинной мозг и его нервные корешки помещаются обратно в спинномозговой канал и покрываются мозговой оболочкой. Хирургическим путём может быть установлен шунт для обеспечения непрерывного слива избыточной спинномозговой жидкости, вырабатываемой в головном мозге, как это происходит при гидроцефалии. Шунты чаще всего стекают в брюшную или грудную полость.
Есть предварительные данные об эффективности пренатального (то есть до родов) лечения, в то время как поражённый плод находится в матке. По состоянию на 2014 год соотношение пользы и вреда от пренатальной хирургии плода при этой патологии остаётся сомнительным. 40 % новорожденных, которых прооперировали внутриутробно, всё равно нуждались в установке шунта.
Лечение расщепления позвоночника во время беременности небезопасно: высок риск рубцевания матки и преждевременных родов.
Есть две формы пренатального лечения. Первая — это операция, при которой раскрывают матку через разрез и устраняют расщепление позвоночника. Вторая — через фетоскопию.

## Профилактика
Так как точные причины расщепления позвоночника неизвестны, не существует какого-либо известного способа его надёжного предотвращения. Однако было показано, что употребление матерью фолиевой кислоты помогает снизить частоту возникновения этого порока у новорождённых. Источниками фолиевой кислоты являются цельные зёрна, обогащённые сухие завтраки, сушёные бобы, листовые овощи и фрукты.
Обогащение зерновых продуктов фолиевой кислотой рекомендуется в Соединённых Штатах с 1998 года. Управление США по контролю за продуктами и лекарствами и Агентство общественного здравоохранения Канады рекомендовали планирующим забеременеть женщинам детородного возраста принимать по меньшей мере 0,4 мг фолиевой кислоты в день, начав не менее, чем за три месяца до зачатия, и продолжать приём в течение первых 12 недель беременности. Женщины, которые уже родили ребёнка с расщеплённым позвоночником или другим типом дефекта нервной трубки, или принимают противосудорожное лекарство, должны принимать более высокую дозу: 4-5 мг в день.
В соответствии с приказом Министерства здравоохранения и социального развития РФ от 3 декабря 2007 г. № 736 «Об утверждении перечня медицинских показаний для искусственного прерывания беременности», при выявлении у плода во время беременности врождённых аномалий (пороков развития), деформаций и хромосомных нарушений (коды по МКБ от Q00 до Q99) вопрос о прерывании беременности и неблагоприятном прогнозе для жизни плода должен решаться индивидуально перинатальным консилиумом врачей.